# Тригорье
Тригорье (укр. Тригір'я) — село на Украине, находится в Житомирском районе Житомирской области. Известно Тригорским монастырём.
Код КОАТУУ — 1822080604. Население по переписи 2001 года составляет 197 человек. Почтовый индекс — 12422. Телефонный код — 8 — 0412. Занимает площадь 0,588 км².

## Адрес местного совета
12423, Житомирская область, Житомирский р-н, с. Буки, ул. Гагарина, 2

## Галерея

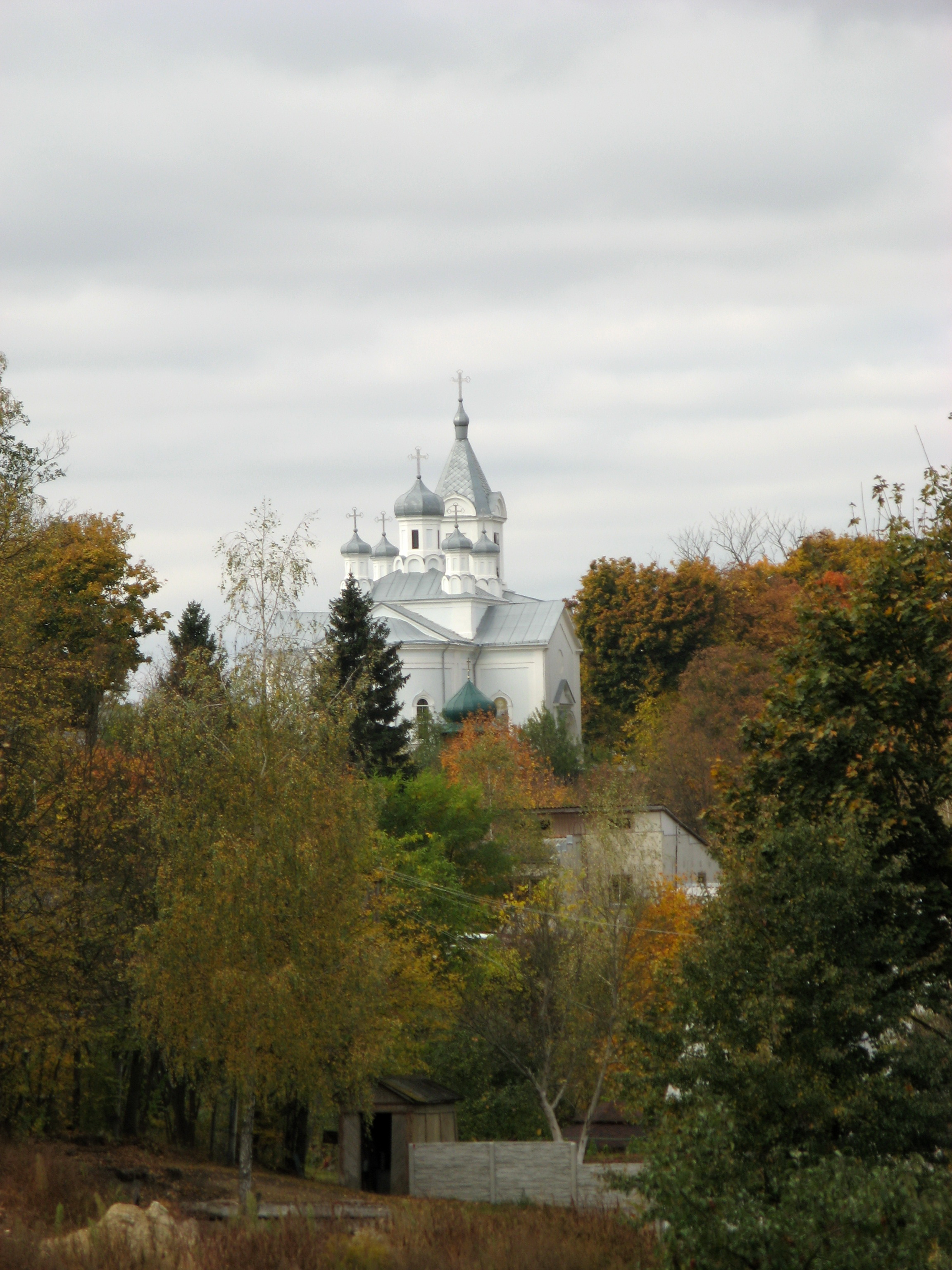
Монастырь в Тригорье